# کریستین بونایوتو
کریستین بونایوتو (انگلیسی: Cristian Buonaiuto؛ زادهٔ ۲۹ دسامبر ۱۹۹۲) بازیکن فوتبال اهل ایتالیا است.
از باشگاه‌هایی که در آن بازی کرده‌است می‌توان به باشگاه فوتبال پادوا، باشگاه فوتبال پروجا، باشگاه فوتبال دلفینو پسکارا، و باشگاه فوتبال بنونتو اشاره کرد.